# فرودگاه کارونگا
فرودگاه کارونگا (به انگلیسی: Karonga Airport) یک فرودگاه همگانی با کد یاتا KGJ است که یک باند فرود آسفالت دارد و طول باند آن ۱۲۸۰ متر است. این فرودگاه در کشور مالاوی قرار دارد و در ارتفاع ۵۳۸ متری از سطح دریا واقع شده است.